# Polyphylla fullo
Il maggiolino dei pini (Polyphylla fullo (Linnaeus, 1758)) è un coleottero della famiglia Scarabaeidae (sottofamiglia Melolonthinae).

## Descrizione

### Adulto

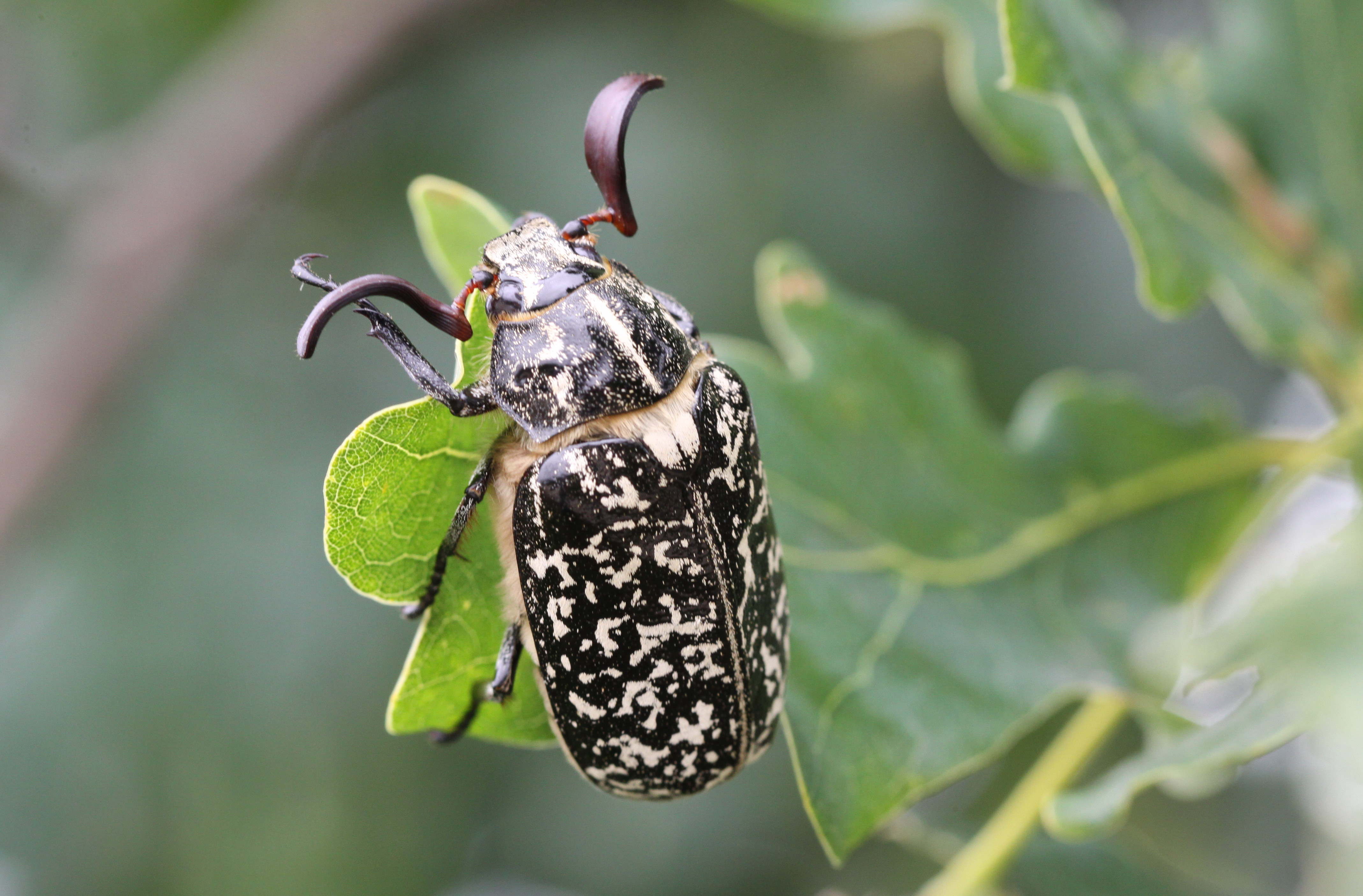
Esemplare maschio di Polyphylla fullo.

Il maggiolino dei pini è il più grande melolontino europeo, potendo raggiungere una lunghezza di 38 mm.
Il corpo, robusto e convesso e di color bruno più o meno rossastro o nerastro, è ricoperto da una finissima pubescenza bianca che forma eleganti macchie marmorizzate, diverse da individuo a individuo.
La sua caratteristica più saliente, e per la quale è più apprezzato dagli appassionati naturalisti, è però il ventaglio antennale, che nel maschio raggiunge una notevole dimensione e conferisce a quest'insetto un aspetto inconfondibile.
La femmina ha invece un ventaglio del tutto simile agli altri scarabeidi.

### Larva
Le larve sono della tipica forma a "C". La testa presenta un paio di mandibole molto robuste e sviluppate, utilizzate per nutrirsi ed un esiguo paio di antenne e di occhi. Le zampe sono sclerificate, per consentire alla larva di muoversi con più facilità nel terreno in cui si sviluppa. Lungo tutti i fianchi la larva presenta dei forellini chitinosi, che utilizza per respirare nel sottosuolo. L'addome contiene la maggior parte degli organi interni, tra cui l'apparato digerente, che è sempre ricolmo di cibo. L'estremità dell'addome presenta l'ano e un abbozzo di orifizio genitale ed è di un colore leggermente bluastro.

## Biologia
L'adulto è di abitudini notturne: di giorno riposa aggrappato alla corteccia dei pini dove, grazie alla particolare colorazione delle elitre e del pronoto, è in grado di mimetizzarsi perfettamente; di notte, invece, vola alla ricerca di un partner ed è spesso attratto dalle luci artificiali. Il periodo di sfarfallamento va da maggio ad agosto.
La larva vive sulle graminacee e ciperacee di ambienti sabbiosi e si nutre di radici di piante erbacee.

## Distribuzione e habitat
È presente nella regione paleartica ed è un coleottero diffuso in tutta Italia. Predilige ambienti di collina e montagna, dove si trovano i pini, le piante su cui vive.